# پوبلیوس کلودیوس پولچر (کنسول ۲۴۹ پیش از میلاد)
پوبلیوس کلودیوس پولچر (انگلیسی: Publius Claudius Pulcher; ۱ ژانویهٔ ۰۲۸۳ – ۱ ژانویهٔ ۰۲۴۶) سیاستمدار جمهوری روم بود.
پسر کلودیوس کائکوس بود. پوبلیوس اولین نفر از کلودی‌ها بود که به او لقب «پولچر» («زیبا») داده شد. او همچنین پدر آپیوس کلودیوس پولچر، کنسول ۲۱۲ قبل از میلاد بود.